# Giovanni Zappa
Giovanni Zappa (Milano, 14 febbraio 1884 – Teramo, 14 settembre 1923) è stato un astronomo italiano.

## Biografia
Nacque a Milano il 14 febbraio 1884 e, orfano di padre, si trasferì con la madre a Roma, dove si laureò in fisica nel 1905 con una tesi sull'orbita della cometa Schaer. Nel 1907 divenne assistente di Elia Millosevich alla Specola del Collegio Romano; qui raggiunse nel 1922 il grado di Direttore, che assunse mantenendo anche l'incarico, già conseguito dal 1917, della direzione a Teramo dell'Osservatorio astronomico di Collurania, che il fondatore Vincenzo Cerulli aveva donato allo Stato.
La sera del 14 settembre 1923, per una grave crisi depressiva, si suicidò a Teramo ingoiando del mercurio. È sepolto nel cimitero comunale di Teramo.
Fu padre del matematico Guido Zappa.